# Bình Kipp

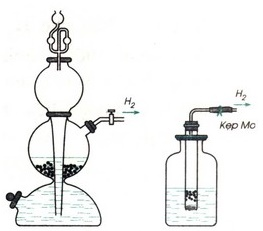
Hai loại bình Kipp

Bình Kipp được đặt tên theo nhà dược sĩ người Hà Lan, Petrus Jacobus Kipp (1808−1864) phát minh ra dụng cụ này vào khoảng 1844.
Trong phòng thí nghiệm bình Kipp được sử dụng để điều chế các loại khí với lượng lớn.

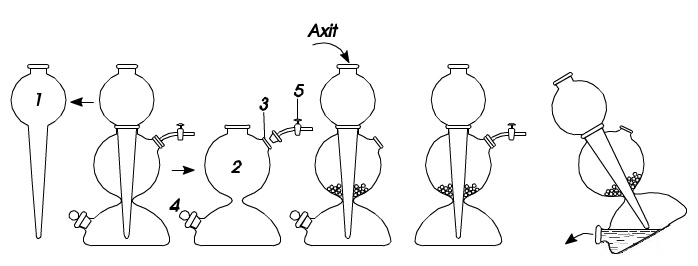
Cấu tạo chi tiết bình Kipp

## Cấu trúc và chức năng
Cấu tạo bình Kipp:
(1) Phiễu lớn, trên có phễu nhỏ để chống tràn.
(2) Bình thắt cổ bồng, có 2 lỗ:
(3) Lỗ trên để dẫn khí thoát ra (có gắn van khoá khí (5))
(4) Lỗ dưới để tháo chất lỏng ra ngoài khi cần thiết (có nút cao su)
Cách sử dụng bình Kipp:
- Đưa phễu lớn vào bình thắt cổ bồng;
- Cho kẽm vào qua lỗ lớn ở trên (3);
- Mở khoá (5), đổ axit vào bằng phễu nhỏ sao cho vừa ngập các viên kẽm thì đóng khoá (5) lại;
- Do khoá (5) bị đóng lại nên khí hydro sinh ra sẽ không có chỗ thoát tạo nên áp suất đẩy axit tràn ngược lại phễu lớn làm cho phản ứng không xảy ra nữa.
- Khi mở khoá áp suất sẽ giảm nên axit tiếp xúc với kẽm, phản ứng tiếp tục xảy ra.